# SlugTerra - Lumache esplosive
SlugTerra - Lumache esplosive (SlugTerra) è una serie d'animazione canadese in computer grafica prodotta nel 2012 dallo studio Nerd Corps Entertainment e trasmessa su Disney XD (Canada).
In Italia è stata trasmessa sul canale Disney XD in prima visione da febbraio 2013 i primi 17 episodi, poi dal 2 settembre sono andati in onda altri 10 episodi e infine a dicembre 2013 sono stati trasmessi gli ultimi 12 episodi. Le prime due stagioni sono andate in replica su K2 dal 7 ottobre 2013 fino all'episodio 26 e la terza stagione dal 10 febbraio 2014 con i rimanenti 13 episodi, seguita dalla quarta stagione mandati in onda come 3 lungometraggi, la quinta stagione con 13 episodi e la sesta stagione un lungometraggio mandato in onda come episodi, negli Stati Uniti è andata in onda dal 14 febbraio 2016 ed in Italia a partire dal 7 marzo 2016; quindi la produzione è stata interrotta dopo l'inizio della stagione 6.

## Trama
A Slugterra, un mondo simile al nostro, situato oltre 100 miglia sotto la superficie terrestre, Will Shane scompare in un duello con il dottor Blakk, ma un attimo prima spedisce una lettera tramite il suo Slug al figlio, Eli Shane. Quando Eli compie 15 anni si reca a Slugterra a caccia di Slug per diventare uno Slinger come il padre. Qui fa amicizia con altri tre Slinger: Pronto il Magnifico, un talpoide pauroso e sbadato che gli farà da guida, Trixie, un'umana intelligente ed esperta che gli darà sempre supporto e Kord Zane, un troll delle caverne esperto nella fabbricazione e manutenzione di macchine. Con loro forma la Banda Shane e si propone di riportare la pace e la giustizia a Slugterra, combattendo contro il dottor Thaddius Blakk e i suoi sgherri, per fermare il loro piano di contaminazione e diffusione dei Ghouls, Slug modificati geneticamente per essere più potenti al servizio di Blakk e i suoi seguaci, capaci di distruggere Slugterra.

## Personaggi principali + alleati

### Principali/Alleati della banda Shane
- Eli Shane: è il protagonista della serie, arrivato a Slugterra all'età di 15 anni decidendo di seguire le orme del padre dopo la sua scomparsa. Proviene dal nostro mondo, la cui esistenza egli tiene nascosta a tutti tranne ai suoi compagni di lotta. Voce: Leonardo Graziano
- Trixie Sting: umana e amica di Eli. È molto intelligente e porta sempre con sé la sua videocamera, con cui filma le malefatte di Blakk per poi diffonderle su SlugNet. Voce: Ilaria Latini.
- Pronto Germitalpa: un talpoide goffo, sbadato e basso, la prima persona che Eli incontra a SlugTerra, nonché, come si scoprirà molto più tardi, il re dei Talpoidi. Nella squadra opera come battitore ed esploratore e sostiene di avere due cervelli. Nonostante si definisca il migliore, i suoi aiuti si mostrano spesso poco importanti o inutili, ma in molte occasioni si dimostra davvero coraggioso e eroico. Accompagna Eli, Trixie e Kord nel loro viaggio. Quando vede qualcosa di spaventoso lui urla e poi scappa. Voce: Oliviero Dinelli.
- Kord Zane: è un troll delle caverne possente e tatuato. È un grande meccanico, esperto di macchine come tutti i troll, infatti, alla prima occasione, apporta modifiche a Blaster e Mecha-Beast, le cavalcature robotiche utilizzate dagli abitanti di Slugterra. Fin da piccolo voleva diventare una guardia di sicurezza dei commerciali. Voce: Mattia Ward.
- Uncino Rosso: il proprietario del negozio di scambi e acquisto in cui Eli e la sua banda riparano i Mecha e i Blaster. Dato che in passato è stato un grande amico di Will Shane, è gentile con il gruppo di Eli, nonostante un carattere schivo e burbero di fondo. Voce: Stefano Crescentini.
- Danna Por : una ladra figlia di Tom Por, aiutante di Will Shane. All'inizio è nemica del gruppo di Eli, in quanto desidera una parte dell'eredità che Will avrebbe lasciato al figlio e negato a Por (si tratta di uno strumento che permette di capire il linguaggio del Clan dell'Ombra, il Traslatore delle Ombre, e di un altro che permette di teletrasportarsi come loro, Ombratrasportatore), costruendola peraltro in combutta con il "nemico" che sarebbe stato il Clan dell'Ombra. Alla fine del primo incontro con la Banda Shane fugge, riuscendo a rubare dalla cassa dell'eredità l'Ombratrasportatore (lo strumento che le permette di teletrasportarsi), quindi comincia a rubare per mostrare le sue capacità e umiliare la Banda Shane; il suo rapporto con loro si calma quand essi la salvano dal Gentiluomo. Il suo abbigliamento in pelle scura ed il fatto che usi comunemente uno Slug Ragno ricordano in parte l'eroina Vedova Nera dei Vendicatori
- Mario Bravado: uno dei migliori slinger in circolazione, che si ritira dopo essere stato ricattato da Blakk. Da quel momento gestisce una pizzeria, finché Eli non gli chiede aiuto a sconfiggere ancora una volta i sudditi di Blakk: Mario allora lo addestra con gli strumenti e le pizze, ottenendo un risultato notevole e aiutando Eli nella missione.
- Miller Millard: uno Slinger di sicurezza del centro commerciale che aiuta la Banda Shane in alcune occasioni. È uno Slinger abile e sempre fedele al suo lavoro, che stima notevolmente.
- Gentiluomo: un mercenario professionista che viene chiamato da Blakk per riprendere il Blaster che Danna Gli ha rubato e catturare e uccidere lei stessa. Si allea con la banda Shane quando viene messo alle strette e costretto. Ripete sempre la frase "Un gentiluomo mantiene sempre la parola", ed infatti se promette qualcosa, la fa senza alcun ripensamento. Indossa un mirino elettronico a forma di monocolo ed assume dei modi pacati nella sua abilità ed efficienza, il che lo fa assomigliare all'immagine stereotipata di un gentiluomo inglese.
- Will Shane : è il padre di Eli e il miglior slinger in circolazione, è scomparso all'inizio della serie dopo un duello contro il suo rivale, Blakk. È uno Slinger che mantiene la giustizia a Slugterra. Voce: Simone Marzola.
- Junjie: Slinger che agiva come protettore delle Caverne dell'Est, finché Goon non lo asservì e lo portò a distruggere le caverne ed invadere Slugterra; in seguito Goon lo lascia per tentare di controllare Eli, ma è sconfitto. A quel punto Junjie entra nella Banda Shane. Padroneggia le tecniche dello Slug-Fu (riferimento al kung-fu) fin da bambino, con cui è capace di controllare le azioni dei propri Slug con il pensiero. Il suo nome in cinese significa "eroe".
- Clan dell'Ombra: una razza di creature simili a lemuri neri e verdi, che vivono a Slugterra e sono capaci di teletrasportarsi, parlare e capire il linguaggio degli Slug. Definiti come i primissimi abitanti di Slugterra, sono gelosi del proprio territorio e non hanno rapporti facili con gli altri abitanti, a parte Will ed Eli Shane. Possono parlare con gli umani attraverso uno strumento chiamato Traslatore delle Ombre, che veniva utilizzato da Will Shane e poi da Eli.
- Shanai: la più abile Slinger di Slugterra, anche detta "Maestro Imbattibile" per le sue capacità, prima fra tutti, nella serie, a mostrare un colpo derivato dall'unione dei poteri di due Slug (Colpo di Fusione). Trent'anni prima aveva allenato Will Shane, con disappunto di Blakk. È uccisa da Blakk. Il suo nome (shinai è una spada utilizzata nel kendō), la tecnica di combattimento, il colore dei suoi Slug che ricordano uno Yin e yang, il concetto che essa ha di Bene e Male che coesistono e devono essere bilanciati, sono un riferimento palese alle culture dell'Estremo Oriente e ai film di arti marziali.
- Jacques: Un personaggio che appare molto raramente, affiliato di Blakk per un certo tempo, che prima ancora duella con Eli e dal quale Eli vince uno Slug. È di colore e porta la codina.
- Jimmo Shane: il prozio di Eli, anch'egli uno Slinger leggendario, forse anch'egli un vigilante visto che a Slugterra pare che il nome "Shane" indichi per antonomasia uno Slinger potentissimo e un difensore della giustizia.

### Antagonisti/Affiliati di Blakk
- Dottor Thedius Blak: è ľantagonista principale della serie, fondatore e padrone delle industrie metallurgiche omonime e della principale linea ferroviaria di Slugterra. Spietato, ambizioso, espertissimo nella biologia degli Slug e Slinger potente, si accorda con le Creature Oscure per distruggere SlugTerra, ignaro che essi si stanno approfittando comunque di lui. Per accaparrarsi soci e sottoposti e vincere i duelli fra Slug trasforma, grazie alľAcqua Tetra, gli Slug in Ghouls ed è lui a sconfiggere Will Shane. viene sconfitto da Eli alla fine della serie risucchiato dal portale per le caverne profonde. Fa il suo ritorno nel film Slugterra-Ritorno degli elementi, dove si allea con Goon ma alla fine viene sconfitto da Eli e da suo padre insieme a Goon, e ritorna nelle Caverne Profonde portandosi dietro Will Shane. Nel film Slugterra-Nell'ombra si scopre che ha un figlio, Thaddius "Tad" Blakk. Voce: Pietro Ubaldi.
- El Diablos Nacho: un suddito principale di Blakk. Appare per la prima volta in uno scontro con la Banda Shane e da quel momento circa in ogni episodio. Dopo la sconfitta di Twist, è cacciato da Blakk per i propri numerosi fallimenti, ma in seguito ricatta l'industriale e lo costringe a tenerlo. A insaputa di tutti tranne Blakk e i suoi uomini, in realtà è una Creatura Oscura, che lavora per Blakk nell'interesse di Brimstone. Voce: Marco Balzarotti.
- Twist: un ragazzo suddito di Blakk. All'inizio si unisce al gruppo di Eli, che si fida subito di lui. Il suo nome è dovuto proprio al fatto che è molto agile "quasi ballasse il twist" come spiega a Kord. In realtà lavora per Blakk e dopo aver tentato di sconfiggere Eli nelle caverne degli Slug esplosivi, lo Shane vince sfruttando proprio il luogo. Comunque continua a lavorare per Blakk, che a differenza di Nacho si fida di lui. Possiede uno Slug che è capace di creare ologrammi per illudere i nemici.
- Billy: il capo della Hoola Gang, un trio di teppisti. All'inizio della serie si allena al torneo insieme a Lock e Load e osserva lo scontro fra Eli e John Bull. La sua banda è sconfitta da Quella di Eli e si mettono a lavorare per Blakk, finché non falliscono e vengono licenziati.
- Mister Saturday: uno Slinger ipnotizzatore, nemico del gruppo di Eli. Appare per la prima volta quando, con il suo armamento (Slug ipnotico e Blaster della magia oscura), ipnotizza il centro commerciale per i propri bisogni. In seguito stringe un'alleanza con Blakk e imprigiona Eli, Kord e Trixie, ma Pronto e lo Slug principale di Eli salvano i loro amici e sconfiggono Saturday ancora una volta. Il suo nome è un gioco di parole fra sabato, giorno dedicato solitamente ai divertimenti fra cui lo shopping, e il nome del dio voodoo Baron Samedi, a cui sono ispirato poteri di controllo e anche il teschio dipinto sul viso, oltre che l'accento giamaicano originale (alla Giamaica di associa erroneamente il voodoo nella cultura di massa).
- Ember: un octopoad che vive nella discarica di Slugterra. È il capo della gang dei Rottamatori, composta da lui, Straggus e Mongo. Viene sconfitto da Eli e dopo la sconfitta di Blakk attacca il centro commerciale, rivelandosi più potente di prima, ma il gruppo DI Eli lo ferma nuovamente (Slugterra: Mostro dal confine). Può usare quattro Blaster contemporaneamente.
- Straggus: una specie di lumaca con alcuni denti rotti e un cappello malmesso sopra la testa che fa parte della gang dei Rottamatori. È molto intelligente e strategico, più del collega Mongo. Riesce a non confondersi quasi mai, ma si infuria molto spesso quando Mongo lo confonde dicendo cose stupide o lo infastidisce.
- Mongo: un uomo equipaggiato con rivestimenti malmessi e strappati molto indecente, stupido e inadeguato. Rovina spesso i piani di Straggus, comportandosi in modo stupido e distrugge spesso le situazioni convenevoli per i Rottamatori, gang di cui fa parte.
- Malvolio Drake: un capitano pirata della caverna sotterranea, che imprigiona la banda Shane e assume Pronto come talpa serviente. Possiede uno slug che gli permette di copiare i poteri degli altri.
- Brutale Drake: il fratello di Malvolio Drake. In un episodio collabora con Blakk, prendendo con sé la ciurma del fratello, per cui Malvolio si allea con la Banda Shane, ma poi lui e Malvolio sono sconfitti da Eli ed i suoi amici. Il cognome dei due fratelli è forse un riferimento a Francis Drake, corsaro al servizio della regina Elisabetta I d'Inghilterra.
- Sisi: uno slinger professionista che lavora per Blakk. Nell'episodio "Lo scambio" viene circondato dalla banda Shane e poi sconfitto. In seguito riappare in diversi episodi come nemico di Eli.
- Quentin Kolowski: un giovane scienziato e studioso che ha paura degli Slug e per questo vuole eliminarli tutti, sostituendoli con dei Robo-Slug creati direttamente da lui. Viene sconfitto dalla Banda Shane, apparentemente guarito dalla sua paura ed arrestato, ma in seguito Blakk gli offre di lavorare per lui. Voce: Daniele Demma
- Lock e Load: sono due slinger che lavorano per Blakk, già membri della banda di Viggo Dare. All'apparenza sembrano gemelli. Load è visibilmente più stupido di Lock. Diventano gli antagonisti principali della stagione Ascension.
- Sedo: un talpoide ricco che lavora per il dottor Blakk ed è rivale di Pronto. Durante la corsa di Mecha viene sconfitto da Pronto, cosa che succederà altre volte quando proverà a conquistare il titolo di re dei Talpoidi. Voce: Marco Balzarotti
- Primo Presto: è un talpoide membro della commissione della Pallaslug. Corrompe e trucca il torneo di Pallaslug, per far vincere la squadra sponsorizzata da Blakk ed accaparrarsi i favori dello scienziato, ma è smascherato da Eli; quindi è catturato da Blakk perché, a causa del sabotaggio, sullo scienziato è ricaduta la fama di imbroglione.
- Vance Bolt: un presuntuoso corridore di Mecha che lavora per il Dr.Blakk, che da 4 anni vince tutte le competizioni a cui partecipa. È molto magro ed energetico, da qui il nome Bolt. Partecipa a una corsa di Mecha e, dopo essere stato sconfitto, cambia idea su Eli, che prima detestava. Il suo Mecha è alimentato da energia di Ghoul proprio a causa dell'alleanza con Blakk.
- Maurice: consulente e informatore di Blakk che di solito è visto non sul campo di battaglia ma intento ad informare il suo capo di cosa il loro avversario sta svolgendo. In passato prima di servire Blakk lavorava con un altro bandito chiamato Viggo Dare.
- Viggo Dare: Un bandito brutale e spietato, che appare solo una volta in tutta la serie, in un flashback. È un delinquente che comandava brutalmente nella caverna dove Blakk viveva, e nella sua banda lavoravano Maurice (all'inizio recalcitrante), Locke e Load. Asservì Blakk quando questi era ancora ragazzino, quindi gli offrì un posto nella propria banda, ma cacciò Blakk dopo un'operazione fallita. Anni dopo fu spodestato e cacciato da Blakk stesso, che prese il controllo della caverna dove Viggo spadroneggiava.
- André Geyser: un bandito che accompagna Gar Revelle nelle sue ricerche e che prima era nella banda di Viggo Dare. È un giocatore della squadra corrotta di Pallaslug rivale della Banda Shane. Si può percepire che sia un esploratore.
- Gar Revelle: un fanatico scienziato/ricercatore ma anche archeologo che va in cerca di un modo per trovare il leggendario "Mondo Infuocato" (nome che gli abitanti di SlugTerra danno al nostro mondo, che però a differenza di Geyser considerano solo una leggenda). Ottiene il favore di parecchi Slugterriani che poi mette contro Eli.
- Mostro degli Altipiani: è una creatura simile ad un polpo-manta invisibile che viene dalle Caverne Profonde. Possiede due forme: una invisibile ed intangibile e una solida. È capace di assorbire l'energia vitale di uomini e Slug, il che gli permette di acquisire la forma solida, ma in quest'ultima condizione è vulnerabile al fuoco ed alla luce, esposto ai quali rilascia tutta l'energia assorbita.
- Game Master: un uomo che indossa una tuta propulsore fanatico di videogiochi, da cui ha imparato diversi modi per catturare Eli. Colleziona moltissimi Slug, dai quali Eli ricava Bugsy. Forse il suo vestiario ed il mondo virtuale nel quale sfida la banda Shane sono una citazione dei film Disney Tron e Tron Legacy. Voce: Daniele Demma
- Creature Oscure: esseri mostruosi che abitano nelle Caverne Profonde, agli estremi confini di Slugterra, e che desiderano conquistare e soggiogare tutti i mondi a partire da Slugterra. Probabilmente sanno dell'esistenza del nostro mondo (la "Superficie" come gli Shane lo definiscono o "il Mondo Infuocato" come è chiamato nelle leggende che circolano a Slugterra), che invece gli Slugterriani considerano un luogo leggendario e inesistente. A insaputa di tutti tranne Blakk e i suoi uomini, Nacho è uno di loro. Condividono numerosi aspetti con il Diavolo nell'immaginario collettivo cristiano: le loro ambizioni di conquista, l'essere relegati in una caverna infuocata, il loro aspetto e perfino il nome del loro capo, Brimstone (in inglese significa "zolfo", un elemento che nelle credenze popolari è associato all'Inferno). Voce: Marco Balbi
- Goon: è un Ghoul, versione potenziata (Goon Doc) dello Slug Guaritore (Boon Doc) che a differenza degli altri Slug è in grado di parlare, nonché di controllare la mente delle persone, esprimersi attraverso i corpi che controlla e tramutare gli Slug in Ghouls; odia gli umani in quanto considera gli Slug gli unici abitanti legittimi di Slugterra, e condanna gli umani per averli "schiavizzati". Appare nei primi due film, nel primo dei quali prende il possesso di Junjie e si fa conoscere come "lo Slinger Oscuro" e poi viene sconfitto da Eli e Doc. Nel secondo film Goon stringe alleanza con Blakk, ancora in vita dopo la caduta nelle Caverne Profonde, e tenta d'impossessarsi degli Slug Elementari, controllando un misterioso Slinger, che alla fine si rivelerà nient'altro che il padre di Eli, Will Shane. Alla fine del secondo film scompare assieme a Will e al dottor Blakk in un portale per le Caverne Profonde e il loro destino rimane ignoto. Nella terza stagione, quando Junjie narra il suo passato in un episodio, si scopre che Goon era uno degli Slug guardiani che teneva sigillato il portale che dalle Caverne dell'Est conduceva nelle profondità della terra, dove infatti dimora l'imperatore: quando l'imperatore riuscì ad arrivare alle Caverne con i suoi guerrieri di pietra, vide uno Slug guaritore (il futuro Goon appunto) che guariva un suo compagno, l'imperatore lo catturò e tenendolo fra le mani gli trasmise la sua energia oscura, tramutando il Guaritore appunto nel Ghoul Goon Doc.
- Spyrex: un ragno antropomorfo parlante che vuole sfruttare il potere degli Slug per fare in modo che su Slugterra esistano solamente ragni che appare nel terzo film. Controlla una base piena di ragni, uomini-ragno travestiti da questo animale in una caverna su una montagna remota. Cattura Eli e Junjie mentre essi si allenano e poi, dopo aver rubato gli Slug Elementari per attuare il proprio piano, anche Trixie, Pronto e Kord. Appena fa partire i colpi degli Elementari da un cannone, fugge su un "bozzolo di salvataggio" per evitare di essere distrutto dall'esplosione, ma al suo ritorno scopre che, a causa dello Slugfu di Eli, gli Elementari non sono arrivati a destinazione e quindi hanno fatto fallire il suo piano. Infine viene catturato dagli uomini-ragno che si ribellano a lui.
- Imperatore: il crudele sovrano delle Caverne dell'Est ed antagonista principale del quarto film e della terza stagione, esperto in magia nera, che è riuscito a corrompere l'energia degli Slug, trasformandoli in Ghoul, e a usare questi per ipnotizzare la gente: per proseguire in questo intento ha mandato Goon a guidare Junjie a razziare le Caverne e rubare Slug. La sua pelle pallida e gli occhi rossi ricordano le Creature Oscure, e la sua magia può convertire uno Slug con poteri ipnotici nel Ghoul corrispondente, essendo l'uomo stato corrotto dall'Acqua Tetra, che peraltro lo rende immortale. Ha al suo servizio diversi Slinger e un esercito di automi di pietra di aspetto umano, che potrebbero essere ispirati all'imperatore cinese Qin Shi Huan e all'Esercito di terracotta. Finisce sconfitto da Eli e Junjie e trasformato in una statua. Nella terza stagione, grazie a Lady Dai-Fu (in realtà è Lian, maestra di Slugfu e mentore di Junjie), ritorna per vendicarsi, ma alla fine è nuovamente richiuso da Eli, Junjie e Lian stessa in un profondo buco delle Caverne dell'Est, luogo dove l'imperatore dimorava ed aveva creato il suo esercito.
- Underlord Holt: uno degli Slinger delle caverne dell'Est, sottoposti dell'Imperatore, potente nemico della Banda Shane.
- Thaddius "Tad" D. Blakk: introdotto nel film Slugterra-Nell'ombra. Come Eli viene dalla Superficie, arrivando a Slugterra nello stesso modo di Eli nel primo episodio della serie. Entra nella Banda Shane, che lo addestra secondo il codice degli Slugslinger. Quando Tad è scoperto dalla Banda Shane nelle industrie del dottor Black, rivelerà a Eli, Trixie, Kord e Pronto che lui è il figlio di Thaddius Black e tenterà di eliminare la banda e ripristinare l'attività dello scienziato, servendosi di Ember e del proprio Slug Pieper: alla fine, al pari di suo padre, sarà sconfitto dalla banda Shane, precipitando nelle Caverne Profonde insieme al proprio Slug.

## Slug
Lo Slug è una lumaca magica del mondo sotterraneo (Slugterra), che dispone di poteri magici e viene usata dagli allenatori detti Slinger (letteralmente "fromboliere") che assomigliano in questo agli allenatori di Pokémon, come proiettile (gioco di parole con slug che nel linguaggio comune significa proprio proiettile) per delle speciali armi da fuoco chiamate Slug Blaster. Non si tratta di semplici animali, bensì di creature senzienti che, grazie alla loro energia vitale (da cui derivano i poteri dei vari Slug: acqua, fuoco, elettricità...) permettono la vita di tutte le Caverne di Slugterra. Una volta sparato e raggiunta la velocità di 100 miglia orarie, lo Slug evolve temporaneamente e acquisisce un'abilità specifica che usa in battaglia e che gli permette di essere più o meno efficace contro l'abilità dello Slug avversario. Se vengono utilizzati 2 Slug contemporaneamente (con uno strumento di nome "doppio cilindro") il loro potere si combina aumentando in modo esponenziale.
Le varie specie di Slug derivano da 5 antichi Slug fondamentali, gli Elementali, ognuno dei quali dispone del controllo di uno dei 5 elementi della natura: Aria, Acqua, Energia, Terra e Fuoco. La corruzione dell'energia vitale di uno qualsiasi di essi si ripercuote su tutti gli Slug che da esso derivano.
Gli Slug possono essere potenziati attraverso l'allenamento e l'esperienza, per mezzo dei combattimenti fra Slinger. Per alcuni Slinger, inoltre, è importante stabilire un legame d'amicizia con i propri Slug per assicurarsi un buon allenamento degli stessi e una buona riuscita degli attacchi, e rispettare il ruolo che la loro magia occupa nel mondo. Un'altra possibilità di potenziamento consiste nell'aspirazione di un gas mutageno che è ricavato dall'Acqua Tetra, un liquido di un mondo sotterraneo abitato dalle Creature Oscure: il fluido trasforma gli Slug in creature più potenti e distruttive del normale, chiamate Ghouls (in italiano dette anche Slug Potenziati), ma è un modo pericoloso, perché l'energia magica degli Slug, che è intaccata dal mutageno, è anche fondamentale a mantenere in vita Slugterra. Perciò è un mezzo che ricorda qualcosa fra il doping e il Sangue di Unicron nel cartone Transformers Prime, che è capace di risuscitare i morti e potenziare i robot. Il nome "Ghouls" forse inoltre è un riferimento ai mostri omonimi del folklore arabo, che divorano i cadaveri e sono talora accomunati ai vampiri: difatti, la presenza di numerosi Ghouls o di Acqua Tetra in un ambiente corrompe l'energia vitale delle creature viventi (lo si vede in alcuni episodi e nel film Ritorno degli Elementi); inoltre, se Slug normali vengono a contatto con i Ghouls ripetutamente, si ammalano e possono morire.
Alcuni Slug, chiamati Guardiani, tengono lontani da Slugterra le Creature Oscure, che vogliono conquistare Slugterra e poi il Mondo Di Fuoco (nome dato dagli Slugterriani alla superficie, che considerano una leggenda).

## Stagione 1
| N° | Titolo originale                      | Titolo italiano                       | Prima TV Canada   | Prima TV USA     | Prima TV Italia |
| -- | ------------------------------------- | ------------------------------------- | ----------------- | ---------------- | --------------- |
| 1  | "The World Beneath our Feet - Part 1" | Il mondo sotto di noi (prima parte)   | 3 settembre 2012  | 15 ottobre 2012  |                 |
| 2  | "The World Beneath our Feet Part 2"   | Il mondo sotto di noi (seconda parte) | 8 settembre 2012  | 16 ottobre 2012  |                 |
| 3  | "The Trade"                           | Lo scambio                            | 15 settembre 2012 | 17 ottobre 2012  |                 |
| 4  | "The Slugout"                         | La Hoola Gang                         | 22 settembre 2012 | 18 ottobre 2012  |                 |
| 5  | "Deadweed"                            | I minatori fantasmi                   | settembre 2012    | 19 ottobre 2012  |                 |
| 6  | "The Slug Run"                        | La corsa degli Slug                   | settembre 2012    | 22 ottobre 2012  |                 |
| 7  | "Shadows and Light"                   | Gli Slug Fandango                     | settembre 2012    | 23 ottobre 2012  |                 |
| 8  | "Dawn of the Slug"                    | L'alba degli Slug                     | settembre 2012    | 24 ottobre 2012  |                 |
| 9  | "Club Slug"                           | Lo Slug club                          | 6 ottobre 2012    | 25 ottobre 2012  |                 |
| 10 | "Endangered Species"                  | Specie in via di estinzione           | 13 ottobre 2012   | 26 ottobre 2012  |                 |
| 11 | "Mecha Mutiny"                        | L'ammutinamento di Mecha              | 20 ottobre 2012   | 29 ottobre 2012  |                 |
| 12 | "Undertow"                            | I pirati                              | 27 ottobre 2012   | 30 ottobre 2012  |                 |
| 13 | "Mario Bravado"                       | Mario Bravado                         | 3 novembre 2012   | 1º novembre 2012 |                 |

## Stagione 2
| N°     | Titolo originale              | Titolo italiano                 | Prima TV Canada  | Prima TV USA     | Prima TV Italia |
| ------ | ----------------------------- | ------------------------------- | ---------------- | ---------------- | --------------- |
| 1(14)  | "The New Kid - Part 1"        | Un nuovo membro (prima parte)   | 2 febbraio 2013  | 11 febbraio 2013 |                 |
| 2(15)  | "The New Kid - Part 2"        | Un nuovo membro (seconda parte) | febbraio 2013    | 12 febbraio 2013 |                 |
| 3(16)  | "Snowdance"                   | Mostri nel cinema               | febbraio 2013    | 13 febbraio 2013 |                 |
| 4(17)  | "Inheritance"                 | Eredità                         | febbraio 2013    | 14 febbraio 2013 |                 |
| 5(18)  | "A Distant Shore"             | Il mondo infuocato              | febbraio 2013    | 15 febbraio 2013 |                 |
| 6(19)  | "The Journey Home"            | Ritorno a casa                  | 13 febbraio 2013 | 19 febbraio 2013 |                 |
| 7(20)  | "Roboslugs"                   | Roboslug                        | 14 febbraio 2013 | 20 febbraio 2013 |                 |
| 8(21)  | "The Unbeatable Master"       | Il maestro imbattibile          | 21 febbraio 2014 | 21 febbraio 2014 |                 |
| 9(22)  | "Deep Water, Dark Water"      | Duello negli abissi             | 12 febbraio 2014 | 22 febbraio 2014 |                 |
| 10(23) | "The Gentleman and the Thief" | Il gentiluomo e la ladra        | 25 marzo 2014    | 26 marzo 2014    |                 |
| 11(24) | "No Exit"                     | Senza via d'uscita              | 26 marzo 2014    | 27 marzo 2014    |                 |
| 12(25) | "The Hard Part"               | La parte difficile              | 27 marzo 2014    | 28 marzo 2014    |                 |

## Stagione 3
| N°     | Titolo originale         | Titolo italiano        | Prima TV Canada   | Prima TV USA      | Prima TV Italia |
| ------ | ------------------------ | ---------------------- | ----------------- | ----------------- | --------------- |
| 1(26)  | "What Lies Beneath"      | Le caverne profonde    | 15 giugno 2013    | 1º luglio 2013    |                 |
| 2(27)  | "The Return"             | Il ritorno             | giugno 2013       | 2 luglio 2013     |                 |
| 3(28)  | "Slugball"               | Pallaslug              | luglio 2013       | 3 luglio 2013     |                 |
| 4(29)  | "King of Sling"          | Il Re dello sling      | luglio 2013       | 5 luglio 2013     |                 |
| 5(30)  | "Mission: Improbable"    | Missione improbabile   | 5 agosto 2013     | 17 agosto 2013    |                 |
| 6(31)  | "Keys to the Kingdom"    | Re Pronto              | 6 agosto 2013     | 24 agosto 2013    |                 |
| 7(32)  | "The Thrill of the Game" | Sfida da brivido       | 7 agosto 2013     | 31 agosto 2013    |                 |
| 8(33)  | "Lightwell"              | Fonte di luce          | 8 agosto 2013     | 14 settembre 2013 |                 |
| 9(34)  | "It Comes by Night"      | Arriva di notte        | 9 agosto 2013     | 21 settembre 2013 |                 |
| 10(35) | "Upgrade"                | Modifica               | settembre 2013    | 21 settembre 2013 |                 |
| 11(36) | "Back to Blakk"          | A proposito di Blakk   | 12 settembre 2014 | 28 settembre 2014 |                 |
| 12(37) | "Bandoleer of Brothers"  | L'unione fa la forza   | 13 ottobre 2014   | 5 ottobre 2014    |                 |
| 13(38) | "Dark as Night"          | Liberiamo Uncino Rosso | 14 ottobre 2014   | 12 ottobre 2015   |                 |
| 14(39) | "Light as Day"           | Scontro finale         | 9 ottobre 2015    | 15 ottobre 2015   |                 |

## Stagione 4 (Film mandati in onda come episodi)
| N°        | Titolo originale                                | Titolo italiano                   | Prima TV Canada | Prima TV USA     | Prima TV Italia |
| --------- | ----------------------------------------------- | --------------------------------- | --------------- | ---------------- | --------------- |
| 1 (40-41) | "Slugterra: Ghoul from Beyond (2 Parts)"        | SlugTerra: Mostro dal confine     | 30 marzo 2013   | 20 agosto 2014   |                 |
| 2 (42-44) | "Slugterra: Return of the Elementals (3 Parts)" | SlugTerra: Ritorno degli elementi | 20 agosto 2015  | 20 agosto 2015   |                 |
| 3 (45-46) | "Slugterra: Slug Fu Showdown (2 Parts)"         | SlugTerra: Slugfu Showdown        | 28 marzo 2015   | 10 febbraio 2016 |                 |

## Stagione 5
| N°     | Titolo originale                                                           | Titolo italiano                       | Prima TV Canada  | Prima TV USA              | Prima TV Italia |
| ------ | -------------------------------------------------------------------------- | ------------------------------------- | ---------------- | ------------------------- | --------------- |
| 1(47)  | "Slugterra: Eastern Caverns - Part 1 (The Journey to the Eastern Caverns)" | Le caverne dell'Est (prima parte)     | 16 gennaio 2017  | 4 ottobre 2017 (Netflix)  |                 |
| 2(48)  | "Slugterra: Eastern Caverns - Part 2 (The Great Slug Robbery)"             | Le caverne dell'Est (seconda parte)   | 24 gennaio 2017  | 4 ottobre 2017 (Netflix)  |                 |
| 3(49)  | "Slugterra: Eastern Caverns - Part 3 (The Tournament of the Underlords)"   | Le caverne dell'Est (terza parte)     | 31 gennaio 2017  | 5 ottobre 2017 (Netflix)  |                 |
| 4(50)  | "Slugterra: Eastern Caverns - Part 4 (The Emperor)"                        | Le caverne dell'Est (quarta parte)    | 7 febbraio 2017  | 5 ottobre 2017 (Netflix)  |                 |
| 5(51)  | "Second Chances"                                                           | Second chances                        | 14 febbraio 2017 | 6 ottobre 2017 (Netflix)  |                 |
| 6(52)  | "Get Pronto!"                                                              | Get Pronto                            | 21 febbraio 2017 | 6 ottobre 2017 (Netflix)  |                 |
| 7(53)  | "Stuff of Legend"                                                          | Stuff of legends                      | 28 febbraio 2017 | 7 ottobre 2017 (Netflix)  |                 |
| 8(54)  | "Eastern Tech"                                                             | Eastern tech                          | 22 marzo 2017    | 7 ottobre 2017 (Netflix)  |                 |
| 9(55)  | "Slug Day"                                                                 | Slug Day                              | 29 marzo 2017    | 8 ottobre 2017 (Netflix)  |                 |
| 10(56) | "The Fall of the Eastern Champion"                                         | The Emperor's revenge (prima parte)   | 5 aprile 2017    | 8 ottobre 2017 (Netflix)  |                 |
| 11(57) | "The Lady and the Sword"                                                   | The Emperor's revenge (seconda parte) | 12 aprile 2017   | 9 ottobre 2017 (Netflix)  |                 |
| 12(58) | "The Emperor Strikes Back"                                                 | The Emperor's revenge (terza parte)   | 19 aprile 2017   | 13 ottobre 2017 (Netflix) |                 |
| 13(59) | "The Return of the Eastern Champion"                                       | The Emperor's revenge (quarta parte)  | 26 aprile 2017   | 14 ottobre 2017 (Netflix) |                 |

## Stagione 6 (Film mandato in onda come episodi)
| N°    | Titolo originale                                                | Titolo italiano            | Prima TV Canada | Prima TV USA             | Prima TV Italia |
| ----- | --------------------------------------------------------------- | -------------------------- | --------------- | ------------------------ | --------------- |
| 1(60) | "Slugterra: Into the Shadows - Part 1 (Back on the Shane Gang)" | Nell'ombra (prima parte)   | 4 gennaio 2017  | 25 giugno 2018 (Netflix) |                 |
| 2(61) | "Slugterra: Into the Shadows - Part 2 (The New Boss)"           | Nell'ombra (seconda parte) | 5 gennaio 2017  | 26 giugno 2018 (Netflix) |                 |
| 3(62) | "Slugterra: Into the Shadows - Part 3 (Out of the Shadows)"     | Nell'ombra (terza parte)   | 18 ottobre 2017 | 27 giugno 2018 (Netflix) |                 |
| 4(63) | "Slugterra: Into the Shadows - Part 4 (Ghouls and Monsters)"    | Nell'ombra (quarta parte)  | 14 ottobre 2017 | 27 giugno 2018 (Netflix) |                 |

### SlugTerra: Mostro dal confine
−
Primo film, che dà l'avvio alla quarta stagione, Dopo la sconfitta di Blakk e delle Creature Oscure, la pace sembra tornata su SlugTerra, ma Eli e il suo gruppo, quando vanno al centro commerciale, incontrano Ember che ora riesce a usare quattro Blaster contemporaneamente, ma viene ancora sconfitto. Comunque il gruppo scopre che le caverne sono in grave pericolo, e scoprono che a causa di tutto questo c'è lo Slinger Oscuro, che proviene da un luogo che prima era sconosciuto a tutti gli Slugterriani, che è controllato dal malvagio Slug ombra Goon, cioè la versione potenziata di uno Slug Guaritore: questi è in grado di trasformare gli Slug in Ghouls e controllare la mente delle persone, come fa ora con lo Slinger Oscuro. Goon decide, dato che riconosce le abilità di Eli, di controllare il suo corpo e farlo lottare per sé. Eli comunque riesce a vincere sfruttando la sua mente e grazie anche all'intervento di Doc, lo Slug Guaritore della Banda Shane, tutto ritorna normale. Il film finisce con Goon, che promette di trovare un nuovo Slinger e tornare, ed il gruppo che si chiede che cosa fare con l'ex-Slinger oscuro, Junjie.

### SlugTerra: Ritorno degli elementi
−
Il gruppo di Eli può contare su un nuovo alleato, il maestro Junjie, che è colui che era controllato da Goon. Junjie fin da piccolo si allenava e dimostra di saper controllare gli Slug con il pensiero e altre abilità. Eli viene sorpreso dalla richiesta di aiuto del Clan dell'Ombra, che gli mostra un messaggio di suo padre riguardo ai 5 Slug elementali: Terra, Aria, Energia, Fuoco e Acqua e gli dona una mappa per trovarli e un Enigmo che ha i suoi dati. Lo Slug elementale del fuoco è già in possesso di Goon e Blakk, tramutato in una creatura mostruosa durante la sua caduta nelle Caverne Profonde, i quali hanno stretto un'alleanza. Oltre a Blakk, però Goon controlla il corpo di Will Shane, sopravvissuto allo scontro con Blakk! Riusciranno i protagonisti a voltare la situazione ancora una volta, grazie all'aiuto di Junjie?

### SlugTerra: Slugfu Showdown
−
La battaglia non è ancora finita: per controllare il potere degli Slug Elementari Eli deve imparare da Junjie, l'ex Slinger oscuro, i segreti dell'arte Slugfu, e dopo aver tentato invano di utilizzarla, si lascia guidare da Junjie in una caverna in cui si trovano migliaia di ragni e uomini travestiti da ragno. Nel frattempo, Trixie, Pronto e Kord si scontrano con la Hoola Gang e poi con Lock e Load, i quali si sono impossessati degli Elementali dopo aver saputo della loro esistenza da Pronto, che aveva rivelato in uno show televisivo la cattura dei potenti Slug. Questi però vanno a finire in mano a Sedo il rivale di pronto, che li utilizza a Monte Talpoide per regnare e farlo diventare un elegante luogo dove vivere: difatti, secondo la legge dei Talpoidi, chi di loro s'impossessa degli Slug più potenti ha il diritto di regnare; ma poco dopo gli elementari del fuoco, dell'aria, della terra, dell'energia e dell'acqua vengono rapiti da un ragno parlante di nome Spyrex. Junjie e Eli scoprono nella caverna una base di ragni e dopo aver combattuto corpo a corpo essendo senza Slug contro alcuni di questi, i due vengono catturati da Spyrex,  che vuole sfruttare il potere degli Slug per fare in modo che su Slugterra esistano solamente ragni. Spyrex carica gli elementali su una macchina che li sparerà in zone strategiche di Slugterra, in modo da causare un'esplosione, quindi fugge per non essere colpito, e a quel punto Eli riesce, usando lo Slugfu, a fermare i cinque elementari, vanificando il piano del ragno. Il film si conclude con la rivolta degli uomini-ragno contro Spyrex, il quale viene catturato appena ritorna dal proprio "bozzolo di salvataggio" pensando di aver già vinto grazie agli Slug; a quel punto Pronto, giustifica l'aver rivelato degli Elementali dicendo che in quel caso Eli non avrebbe mai imparato lo Slugfu, e facendo per avvisare la gente della nuova avventura.

## Film montaggio dalla serie
−

### SlugTerra: Le Caverne dell'Est
−
Andato in onda in 4 episodi separati, costituenti l'inizio della stagione 4. Prima ancora di andare alla ricerca di Will, la Banda Shane si ritroverà a dover aiutare Junjie: le Caverne dell'Est, patria dello Slinger, che Junjie stesso aveva razziato e distrutto per 20 anni sotto il controllo di Goon, sottostanno a un crudele imperatore, che domina con il pugno di ferro e sfrutta la magia nera per tramutare gli Slug in Ghouls e la gente in suoi servi. La Banda Shane si infiltra in un torneo di Slug, per fermare l'Imperatore, e finisce con lo scontrarsi con i suoi potenti guerrieri di pietra e la malvagia Slinger Dai-Fu al servizio del tiranno: questa, con amara sorpresa di Junjie, si rivela essere nientemeno che la maestra Slug Fu del giovane, Lian che l'imperatore ha ipnotizzato con la magia dei Ghouls. L'imperatore è sconfitto dai protagonisti, pur sapendo Junjie che solo l'uomo è capace di guarire Lian, e la Banda Shane rimanda il ritorno a Slugterra per liberare la patria di Junjie dall'oppressione dei fedeli dell'Imperatore.

### Slugterra: The Emperor's revenge
−
Andato in onda in 4 episodi separati, appartenenti alla stagione 4. La Banda Shane e Junjie riuniscono il potere dei loro Slug e di altri abitanti delle Caverne dell'Est per detronizzare l'Imperatore. Dopo un lungo scontro, nel egli perde il controllo anche di Lady Dai-Fu, che passa dalla parte dei protagonisti, finalmente il tiranno è ricacciato nelle Caverne Profonde e l'entrata di queste sigillata.
−
−

### SlugTerra: Nell'ombra
−
Andato in onda in 4 episodi separati, appartenenti alla stagione 5. La Banda Shane lascia Junjie e torna a Slugterra, dove il Clan dell'Ombra ha cominciato a preservare la vita e i poteri degli Slug a scapito degli altri abitanti delle Caverne. Alla Banda si unisce Tad, un ragazzo che come Eli è venuto dalla Superficie con il proprio Slug Pieper. Il ragazzo si conquista la fiducia della Banda imparando presto a fare lo Slinger, ma i rapporti con il Clan dell'Ombra non migliorano; un attimo dopo, diversi Slug prendono ad abbandonare le Caverne dirigendosi alla vecchia sede delle industrie del dottor Blakk.

## Slugterra: Ascension
La serie consiste in 20 episodi, andati in onda dal 5 settembre 2022. Protagonisti quasi esclusivi sono Trixie ed Eli, che lottano contro Locke e Lode, e presto scopriranno dell'esistenza di uno "Slug Universale" creduto una volta solo una leggenda, che non può trasformarsi ma solo imitare i poteri di altri Slug. Lo Slug in questione, battezzato "Uni", diverrà un alleato prezioso contro i due ex scagnozzi di Blakk, e poi contro Blakk stesso che ricompare in forma umana. 